# آنا اولسون (قایقران کانو)
آنا اولسون (انگلیسی: Anna Olsson؛ زادهٔ ۱۴ مارس ۱۹۶۴) قایقران کایاک اهل سوئد بود.